# Brewers gors
De Brewers gors (Spizella breweri) is een zangvogel uit de familie Emberizidae (gorzen).

## Verspreiding en leefgebied
Deze soort telt 2 ondersoorten:
- S. b. taverneri: van zuidoostelijk Alaska en westelijk Canada tot de noordwestelijke Verenigde Staten.
- S. b. breweri: van het zuidelijke deel van Centraal-Canada tot de westelijk-centrale Verenigde Staten.